# Sepulcro-Hilario
Sepulcro-Hilario ist ein Ort und eine nordspanische Gemeinde (municipio) mit 157 Einwohnern (Stand: 2024) in der Provinz Salamanca in der Autonomen Gemeinschaft Kastilien und León. 

## Geografie
Sepulcro-Hilario liegt etwa 85 Kilometer südwestlich von Salamanca in einer Höhe von ca. 830 m. 

## Bevölkerungsentwicklung
| Jahr      | 1900 | 1950 | 1960 | 1970 | 1981 | 1991 | 2001 | 2011 | 2021 |
| Einwohner | 861  | 1018 | 838  | 516  | 379  | 339  | 289  | 198  | 157  |

## Sehenswürdigkeiten
- Petri-Ketten-Kirche (Iglesia de San Pedro ad Vincula)
- Christuskapelle

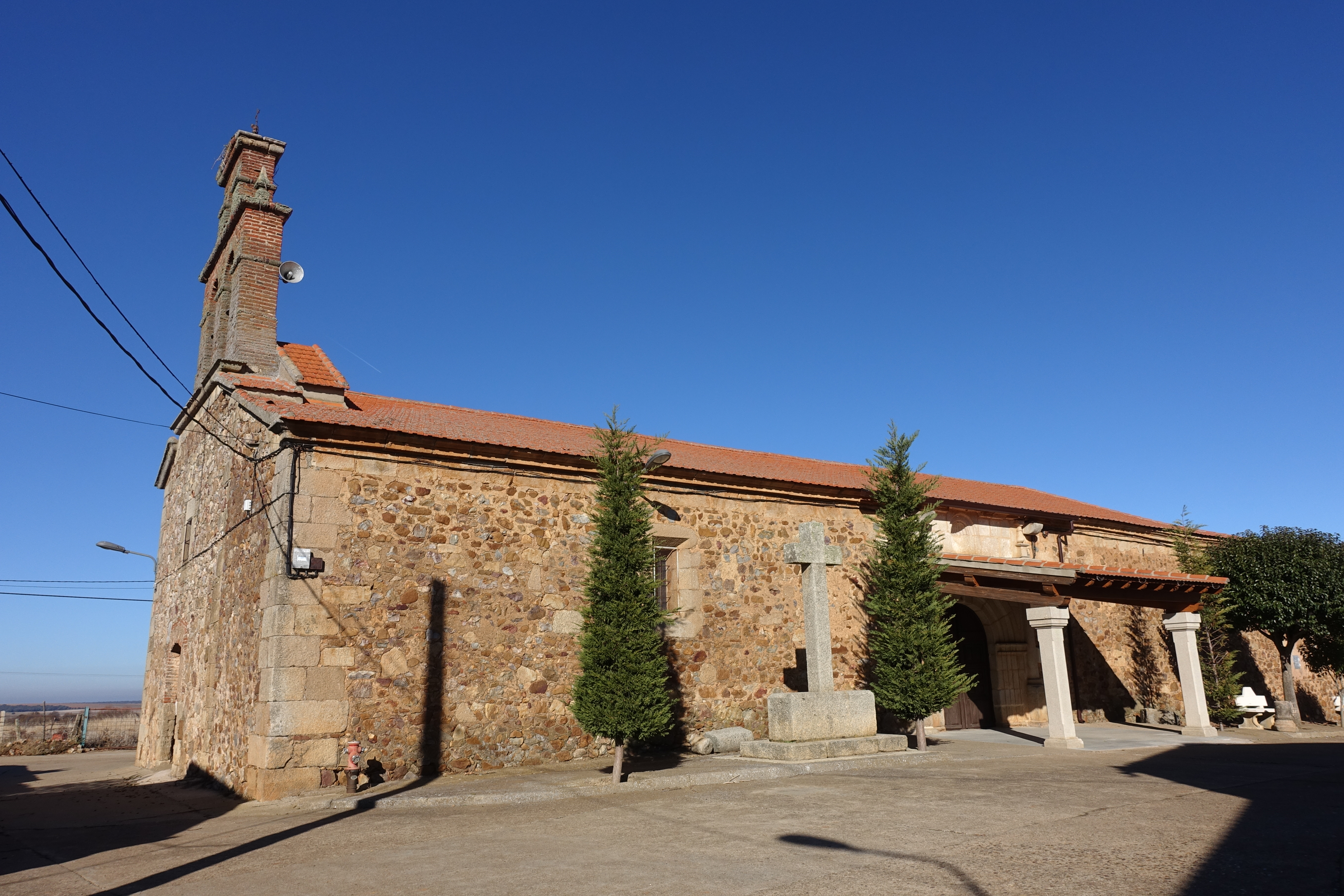
Petri-Ketten-Kirche
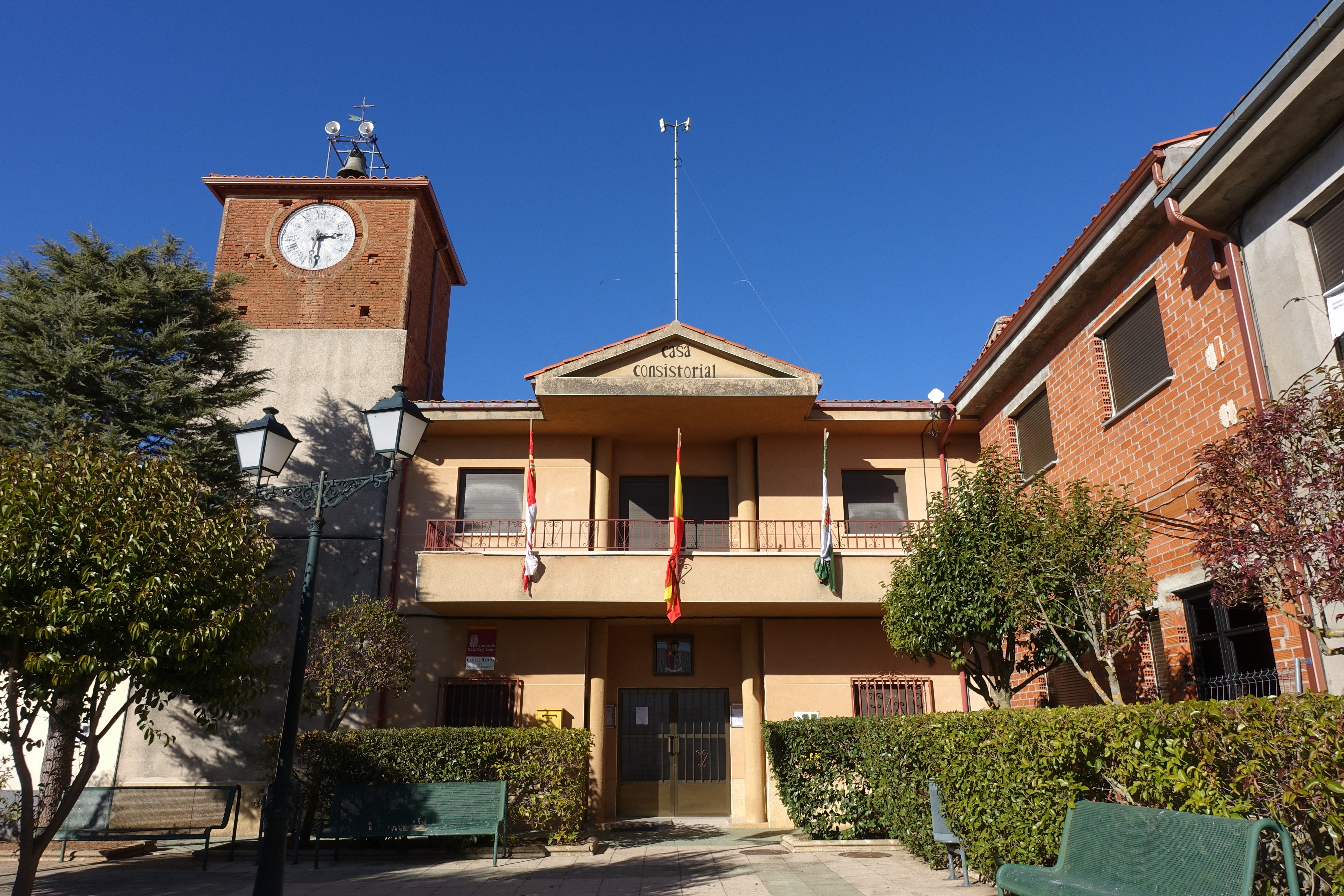
Rathaus